# Albert Derolez
Albert Derolez, né le 8 août 1934 à Blankenberge (Belgique), est un médiéviste belge. Il est le frère de René Derolez.

## Publications
- Albert Derolez, Lambertus qui librum fecit. Une étude codicologique de l'autographe du Liber Floridus (Gand, Bibliothèque universitaire, manuscrit 92). Avec résumé en anglais "The genesis of the Liber Floridus of Lambert of Saint-Omer", Actes de l'Académie royale des sciences, lettres et beaux-arts de Belgique, Bruxelles, jrg. XL, 1978, n° 89, 494 pages + annexes[2]